# Nous, princesses de Clèves
Pour les articles homonymes, voir La Princesse de Clèves (homonymie).
Série
En nous
(2022)
Pour plus de détails, voir Fiche technique et Distribution.
Nous, princesses de Clèves est un documentaire français réalisé par Régis Sauder, sorti en 2011 au cinéma.
Dix ans plus tard, le réalisateur retrouve les élèves, devenus adultes, pour le film En nous (2022),.

## Synopsis
Le documentaire s'intéresse à la vie d'élèves d'une classe de lycée de Marseille étudiant La Princesse de Clèves en cours de français.

## Fiche technique
- Titre : Nous, princesses de Clèves
- Réalisation : Régis Sauder
- Scénario : Régis Sauder, sur une idée originale d'Anne Tesson
- Photographie : Régis Sauder
- Montage : Florent Mangeot
- Production : Sylvie Randonneix
- Sociétés de production : Nord-Ouest Documentaires, en coproduction avec France Ô
- Société de distribution : Shellac Distribution (France)
- Pays de production :  France
- Langue originale : français
- Format : couleur - Dolby SR
- Durée : 69 minutes
- Dates de sortie :
  - France : 30 mars 2011
  - États-Unis : 24 avril 2011 (Festival de San Francisco)

## Distribution
Prénom des élèves participant au documentaire : Abou, Albert, Anaïs, Armelle, Aurore, Cadiatou, Chakirina, Gwenaëlle, Laura, Manel, Mona, Morgane, Sarah, Virginie, Wafa